# بيدرو أكوستا
بيدرو أكوستا (بالإسبانية: Pedro Acosta) (28 نوفمبر 1959 في فنزويلا - ) هو مدرب كرة قدم ولاعب كرة قدم فنزويلي في مركز الدفاع، شارك في الألعاب الأولمبية الصيفية 1980. وشارك مع منتخب فنزويلا لكرة القدم. أما مع النوادي، فقد لعب مع نادي بورتوغيزا ونادي كاراكاس وC.S. Marítimo de La Guaira ‏ وديبورتيفو غاليسيا وأتلتيكو سان كريستوبال.

## وصلات خارجية
- بيدرو أكوستا على موقع الاتحاد الدولي (مؤرشف)  (الإنجليزية)
- بيدرو أكوستا على موقع قاعدة بيانات كرة القدم.إي يو (الإنجليزية)
- بيدرو أكوستا على موقع ناشيونال فوتبول تيمز (الإنجليزية)
- بيدرو أكوستا على موقع أوليمبيديا (الإنجليزية)